# ترنگانو
ترنگگانو معروف به دارالایمان ایالتی در کشور مالزی است. این ایالت بر ساحل شرقی شبه جزیرهٔ مالایا واقع است. بسیاری از زیباترین سواحل مالزی در این ایالت قرار دارند. ترنگگانو، از معدود ایالاتی است که توسط حزب اسلامی مالزی، حکومت می‌شود.